# Culex kiriensis
Culex kiriensis är en tvåvingeart som beskrevs av Klein och Sirivanakarn 1969. Culex kiriensis ingår i släktet Culex och familjen stickmyggor. Inga underarter finns listade i Catalogue of Life.